# Медитеранске игре
Медитеранске игре су међународно спортско такмичење које се одржава сваке четири године. Државе које се такмиче морају имати излаз на Средоземно море (изузетак су Србија, Северна Македонија, Португалија, Сан Марино и Андора које немају излаз на Средоземно море, док Израел који има излаз на Средоземно море, не учествује). Ово такмичење је иницирао Мухамед Тахер-паша, председник Египатског олимпијског комитета, за време Летњих олимпијских игара 1948.. Прве игре одржане су 1951. године у Александрији, једном од највећих градова Египта. Првих десет Медитеранских игара (1951—1991.) одржаване су годину пре Летњих Олимпијских игара. Од 1991. одлучено је да се Медитеранске игре одржавају годину после Олимпијских игара. Предлог да се у такмичење укључе и жене дат је 1959, али су жене укључене тек 1967. године.
Иако Србија нема излаз на Средоземно море, члан је Међународног комитета Медитеранских игара и учесник Медитеранских игара. То место заузима на основу оснивачких права и будући да је Југословенски олимпијски комитет, који је настао из Олимпијског комитета Србије, а који је наследио данашњи Олимпијски комитет Србије и био међу оснивачима тог такмичења.

## Историја Медитеранских игара
Идејни творац Медитеранских игара био је председник Египатског олимпијског комитета, доктор политичких наука и члан МОК Мохамед Тахер-паша (1879—1970), који је на Летњим олимпијским играма у 1948. у Лондону, први пут своју идеју изложио Грку Јанис Кецасу, такође члану МОК. Одмах у Лондону је одржан први састанак чланова МОК из Египта, Шпаније, Грчке, Италије, Француске и Либана., шефова олимпијских делегација Монака, Сирије и Југославије, док је Турску представљао генерални секретар НОК. На састанку је званично прокламована намера да Средоземље добије своје „олимпијске игре“, са жељом да се уз помоћ спорта превазиђу тензије између земаља Медитерана, веома изражене после Другог светског рата. Исте године на састанку у Египту одлучено је да се Прве Медитеранске игре одрже од 9. до 23. септембра 1951. године у Александрији.

### Прве игре
Медитеранске игре су са малим закашњењем од планираног одржане од 5. до 20. октобра 1951. у Александрији у част Мухамеду Тахер-паши, човеку који је дао идеју о овом такмичењу. На првим играма 734 спортиста из 10 земаља такмичила се у 13 различитих спортова. На другим Медитеранским играма, 1955. у Барселони, основано је врховно тело које у време одржавања Игара надгледа све догађаје, проводи допинг - контроле и др., а 16. јуна 1961. ово тело је добило службено име - Међународни комитет Медитеранских игара (енгл. International Committee for the Mediterranean Games).

### Организација
Медитеранске игре, организоване сваке четири године, имају углед најважнијег спортског догађаја на Средоземљу. Привлаче велико интересовање држава са три континента - Европе, Африке и Азије. Специфичност ових Игара је могућност малих држава да се докопају медаље. Нема државе чији представник није освојио барем једну медаљу, па чак и државе попут Либана и Сан Марина имају освојену медаљу. Осим спортске стране, ове Игре пружају идеалну прилику за мирну сарадњу и поштену, спортску борбу спортистима три континента.
Медитеранске игре се одржавају под патронатом МОКа (Међународни олимпијски комитет), а спадају у надлежност Грчког олимпијског комитета у склопу припрема за Олимпијске игре. Седиште Комитета Медитеранских игара је у Атини, а секретар је обавезно Грк. Одлука да Грчка буде главна држава Медитеранских игара је чин захвалности због изузетног труда којег је тадашња грчка влада уложила у оснивање Медитеранских игара.

## Карактеристике Медитеранских игара

### Лого
Службени знак, амблем или лого Медитеранских игара, које се колоквијално зову и Медитеранске Олимпијске игре, састоји се од три круга, који симболизују три континента чије се државе такмиче (Европа, Азија и Африка). Кругови се делом одражавају испод морске површине плаве боје. Међусобно спајање кругова симболично исказују тезу о спорту, пријатељству и миру. Аутор дизајна овог знака је Борис Љубичић. Осмислио га је за VIII медитеранске игре, одржане у Сплиту 1979. Званично је усвојен након три узастопна такмичења.
Током церемоније затварања застава игара се предаје представнику државе чији ће град бити домаћин следећих Медитеранских игара.

### Земље учеснице
На Медитеранским играма учествују 25 држава:
- Африка: Алжир, Египат, Либија, Мароко, Тунис
- Азија: Либан, Сирија
- Европа: Албанија, Андора, БиХ, Кипар, Хрватска, Француска, Грчка, Италија, Северна Македонија, Малта, Монако, Србија, Црна Гора, Сан Марино, Словенија, Шпанија, Турска и Португалија

Једина држава којој је дозвољено учешће, а не учествује је Израел. Грчки олимпијски комитет предлаже, да иако немају географске услове (као Андора, Северна Македонија и Сан Марино, које учествују), такође учествују неке арапске државе и Португал.
Иако Србија нема излаз на Средоземно море, члан је Међународног комитета Медитеранских игара (ICMG) и учесник спортских игара медитеранских земаља. То место заузима на основу оснивачких права, будући да је Југословенски олимпијски комитет (ЈОК), који је настао из Олимпијског комитета Србије (ОКС), а кога је наследио данашњи Олимпијски комитет Србије (ОКС), и био међу оснивачима тог такмичења.

### Преглед Медитеранских игара
| Година | Такмичење | Домаћин                                          | Домаћин                                          | Бр. учесница | Мушкарци | Жене | Укупно | Бр. спот. |
| 1951   | I         |                                                  |                                                  | 10           | 734      | --   | 734    | 13        |
| 1951   | I         | Александрија                                     | Египат                                           | 10           | 734      | --   | 734    | 13        |
| 1955   | II        | Шпанија                                          | Шпанија                                          | 10           | 1135     | --   | 1135   | 20        |
| 1955   | II        | Барселона                                        | Шпанија                                          | 10           | 1135     | --   | 1135   | 20        |
| 1959   | III       | Либан                                            | Либан                                            | 12           | 792      | --   | 792    | 17        |
| 1959   | III       | Бејрут                                           | Либан                                            | 12           | 792      | --   | 792    | 17        |
| 1963   | IV        | Италија                                          | Италија                                          | 13           | 1057     | --   | 1057   | 17        |
| 1963   | IV        | Напуљ                                            | Италија                                          | 13           | 1057     | --   | 1057   | 17        |
| 1967   | V         | Тунис                                            | Тунис                                            | 12           | 1211     | 38   | 1249   | 14        |
| 1967   | V         | Тунис                                            | Тунис                                            | 12           | 1211     | 38   | 1249   | 14        |
| 1971   | VI        | Турска                                           | Турска                                           | 14           | 1235     | 127  | 1362   | 18        |
| 1971   | VI        | Измир                                            | Турска                                           | 14           | 1235     | 127  | 1362   | 18        |
| 1975   | VII       | Алжир                                            | Алжир                                            | 15           | 2095     | 349  | 2444   | 19        |
| 1975   | VII       | Алжир                                            | Алжир                                            | 15           | 2095     | 349  | 2444   | 19        |
| 1979   | VIII      | Социјалистичка Федеративна Република Југославија | Социјалистичка Федеративна Република Југославија | 14           | 2009     | 399  | 2408   | 26        |
| 1979   | VIII      | Сплит                                            | СФР Југославија                                  | 14           | 2009     | 399  | 2408   | 26        |
| 1983   | IX        | Мароко                                           | Мароко                                           | 16           | 1845     | 335  | 2180   | 20        |
| 1983   | IX        | Казабланка                                       | Мароко                                           | 16           | 1845     | 335  | 2180   | 20        |
| 1987   | X         | Сирија                                           | Сирија                                           | 18           | 1529     | 467  | 1996   | 19        |
| 1987   | X         | Латакија                                         | Сирија                                           | 18           | 1529     | 467  | 1996   | 19        |
| 1991   | XI        | Грчка                                            | Грчка                                            | 18           | 2176     | 586  | 2762   | 24        |
| 1991   | XI        | Атина                                            | Грчка                                            | 18           | 2176     | 586  | 2762   | 24        |
| 1993   | XII       | Француска                                        | Француска                                        | 19           | 1994     | 604  | 2598   | 24        |
| 1993   | XII       | Лангдок-Русијон                                  | Француска                                        | 19           | 1994     | 604  | 2598   | 24        |
| 1997   | XIII      | Италија                                          | Италија                                          | 21           | 2195     | 804  | 2999   | 27        |
| 1997   | XIII      | Бари                                             | Италија                                          | 21           | 2195     | 804  | 2999   | 27        |
| 2001   | XIV       | Тунис                                            | Тунис                                            | 23           | 2002     | 1039 | 3041   | 23        |
| 2001   | XIV       | Тунис                                            | Тунис                                            | 23           | 2002     | 1039 | 3041   | 23        |
| 2005   | XV        | Шпанија                                          | Шпанија                                          | 21           | 2134     | 1080 | 3214   | 25        |
| 2005   | XV        | Алмерија                                         | Шпанија                                          | 21           | 2134     | 1080 | 3214   | 25        |
| 2009   | XVI       | Италија                                          | Италија                                          | 23           | 2183     | 1185 | 3368   | 28        |
| 2009   | XVI       | Пескара                                          | Италија                                          | 23           | 2183     | 1185 | 3368   | 28        |
| 2013   | XVII*     | Турска                                           | Турска                                           | 24           | 1994     | 1070 | 3064   | 27        |
| 2013   | XVII*     | Мерсин                                           | Турска                                           | 24           | 1994     | 1070 | 3064   | 27        |
| 2018   | XVIII     | Шпанија                                          | Шпанија                                          | 25           | 2656     | 1885 | 4541   | 28        |
| 2018   | XVIII     | Тарагона                                         | Шпанија                                          | 25           | 2656     | 1885 | 4541   | 28        |
| 2022   | XIX       | Алжир                                            | Алжир                                            | 26           | ?        | ?    | ?      | ?         |
| 2022   | XIX       | Оран                                             | Алжир                                            | 26           | ?        | ?    | ?      | ?         |
| ------ | --------- | ------------------------------------------------ | ------------------------------------------------ | ------------ | -------- | ---- | ------ | --------- |

- Међународни комитет Медитеранских игара (ICMG) 28. јануара 2011. повукао је организацију МИ 2013 у Волосу (Грчка), због неодговарајућих припрема, а 25. фебруара 2011, одлучио да га замени турски град Мерсин.

### Списак спортова
На играма 2009. спортисти су се такмичили у 28 спортова:

#### Водени спортови
- пливање
- ватерполо
- кану - кајак
- веслање
- једрење

#### Спортови у дворани
- стрељаштво
- коњички спорт
- кошарка
- боћање
- бокс
- стреличарство
- мачевање
- гимнастика (спортска)
- гимнастика (ритмичка)
- рукомет
- џудо
- карате
- стони тенис
- одбојка
- дизање тегова
- рвање

#### Спортови на отвореном
- атлетика
- бициклизам
- фудбал
- голф
- тенис
- одбојка на песку

## Биланс медаља од 1951 до 2018
| пласман | Држава              |      |      |      | Укупно |
| 1       | Италија             | 820  | 686  | 647  | 2153   |
| 2       | Француска           | 632  | 557  | 532  | 1737   |
| 3       | Турска              | 341  | 239  | 278  | 858    |
| 4       | Шпанија             | 333  | 453  | 544  | 1330   |
| 5       | Југославија¹        | 199  | 177  | 182  | 558    |
| 6       | Грчка               | 192  | 247  | 339  | 778    |
| 7       | Египат              | 142  | 194  | 231  | 567    |
| 8       | Тунис               | 83   | 93   | 147  | 323    |
| 9       | Мароко              | 69   | 81   | 101  | 251    |
| 10      | Алжир               | 67   | 59   | 115  | 251    |
| 11      | Хрватска            | 50   | 63   | 69   | 182    |
| 12      | Словенија           | 44   | 48   | 80   | 172    |
| 13      | Србија²             | 41   | 44   | 47   | 132    |
| 14      | Сирија              | 28   | 39   | 76   | 143    |
| 15      | УАР                 | 23   | 21   | 30   | 74     |
| 16      | Кипар               | 14   | 16   | 14   | 44     |
| 17      | Либан               | 13   | 23   | 44   | 80     |
| 18      | Албанија            | 9    | 18   | 18   | 45     |
| 19      | Босна и Херцеговина | 4    | 7    | 19   | 30     |
| 20      | Сан Марино          | 3    | 9    | 5    | 17     |
| 21      | Португалија         | 3    | 8    | 13   | 24     |
| 22      | Црна Гора           | 3    | 5    | 8    | 14     |
| 24      | Малта               | 2    | 4    | 4    | 10     |
| 25      | Северна Македонија  | 2    | 2    | 7    | 11     |
| 26      | Либија              | 2    | 1    | 12   | 15     |
| 27      | Монако              | 0    | 3    | 1    | 4      |
| Укупно  | Укупно              | 2686 | 2686 | 3023 | 8395   |

Андора и Јордан³ нису освајали медаље.
¹ као СФРЈ и СРЈ
² као СЦГ и Србија
³ учествовао 2001. као гост